# Diagoniceps monodi
Diagoniceps monodi is een eenoogkreeftjessoort uit de familie van de Tetragonicipitidae. De wetenschappelijke naam van de soort is voor het eerst geldig gepubliceerd in 1955 door Chappuis & Kunz.